# Salsa alemanya
La salsa alemanya (també coneguda com a sauce Parisienne, salsa parisenca) és una salsa velouté elaborada amb brou de carn reduït i amb rovell d'ou amanit amb unes gotes de llimona. Es tracta d'una de les quatre salses mare definides pel gastrònom francès Antoine Carême. N'hi ha variants per al peix

## Composició
Per a un litre de salsa alemanya:
- Un litre de salsa veluoté
- 5 rovells d'ou,
- 4 cullarada de brou de la cuita de xampinyons,
- 1/2 cullarada de suc de llimona i
- unes cullarades de sucre,
- pebre,
- Sal comuna i
- all